# Младен Дабанович
Младен Дабанович (словен. Mladen Dabanovič, нар. 13 вересня 1971, Марибор) — словенський футболіст, воротар.
Насамперед відомий виступами за клуби «Марибор» та «Локерен», а також за національну збірну Словенії.

## Клубна кар'єра
У дорослому футболі дебютував у 1991 році виступами за команду клубу «Марибор», в якій провів чотири сезони, взявши участь у 122 матчах чемпіонату. Більшість часу, проведеного у складі «Марибора», був голкіпером основного складу команди.
Протягом 1995—1999 років захищав кольори команди клубу «Рудар» (Веленє).
Своєю грою за останню команду привернув увагу представників тренерського штабу бельгійського «Локерена», до складу якого приєднався у 1999 році. Відіграв за команду з Локерена наступні п'ять сезонів своєї ігрової кар'єри.
Завершив професійну ігрову кар'єру у клубі «Драва», за команду якого виступав протягом 2004—2008 років.

## Виступи за збірну
У 1998 році дебютував в офіційних матчах у складі національної збірної Словенії. Протягом кар'єри у національній команді, яка тривала 6 років, провів у формі головної команди країни 25 матчів.
У складі збірної був учасником чемпіонату Європи 2000 року у Бельгії та Нідерландах, чемпіонату світу 2002 року в Японії і Південній Кореї.